# NK Hajduk Vela Luka
Nogometni klub Hajduk 1932 Vela Luka hrvatski je nogometni klub iz Vele Luke na Korčule. U sezoni 2024./25. natječe se u 1. ŽNL Dubrovačko-neretvanske županije.

## Povijest kluba
Od osnivanja kluba 17. srpnja 1932. pa do početka Drugog svjetskog rata klub je trenirao i nastupao na raznim mjestima po Veloj Luci – čak i na današnjoj Veloj rivi. Prvi predsjednik kluba bio je prof. Ladislav Vučetić.
Nakon rata, 1946. gradi se igralište u uvali Bobovišća, no kasnijim širenjem Brodogradilišta Greben Hajduk mora napustiti svoje igralište. Nova lokacija dodijeljena mu je na predjelu Močni laz, gdje 1961. klub nastavlja djelovanje. Blizu se nalazila mala poljska kućica koja je služila kao svlačionica. Godine 1970. grade se oko igrališta prateći objekti –- tribine, svlačionice i klupske prostorije. Tada izgrađeni objekti koriste se i danas.

## Klupski uspjesi
- 1964. u kupu igraju protiv Hajduka iz Splita i gube 7:1.
- 1973. prvak u Općinskoj ligi – stječu pravo igranja u višem rangu natjecanja – igranje u Jedinstvenoj dalmatinskoj ligi.
- 1978., 1981. prvaci u Međuopćinskoj ligi – stječu pravo igranja u višem razredu.
- 1978. finalisti kupa Dalmacije.
- 1990. kup utakmica protiv NK Šibenika
- 1993. prvak Županijske lige – stječe pravo igranja u III. HNL – Jug
- 2002. do sada najveći doseg Hajduka iz Vele Luke – 1/16 finala Hrvatskog nogometnog kupa – utakmica protiv zagrebačkog Dinama (0:6).
- 2004. prvak Županijske lige – stječe pravo igranja u III. HNL – Jug

## Grb kluba
Štit podijeljen na tri dijela. U gornjem lijevom kutu nalazi se hrvatski grb, u gornjem desnom kutu
je golub mira s maslinovom granom, a u donjoj polovici grba stiliziran je prikaz otoka i mora sa suncem poviše njih.

## Poznati igrači i treneri
- Ivo Šeparović
- Ivo Maričić
- Deni Surjan

## Zanimljivosti
Najveći interes ljubitelja nogometa u praćenju igara Hajduka iz Vela Luke, pobuđuju utakmice protiv ljutog rivala i susjeda – nogometnog kluba Zmaj iz Blata. Utakmice su to pune naboja, a pitanje "otočnog prestiža" jednako je važno kao i rezultat.

## Vanjske poveznice
- Službena web-stranica
- Profil, HNS Semafor